# Boks na Igrzyskach Śródziemnomorskich 2013
Boks na Igrzyskach Śródziemnomorskich 2013 odbywał się w dniach 21–26 czerwca 2013 roku. Mężczyźni rywalizowali w dziesięciu kategoriach wagowych w hali Tarsus Spor Salonu. Tabelę medalową wygrali pięściarze z Algierii.

## Podsumowanie

### Klasyfikacja medalowa
| Klasyfikacja medalowa | Klasyfikacja medalowa | Klasyfikacja medalowa | Klasyfikacja medalowa | Klasyfikacja medalowa | Klasyfikacja medalowa |
| Miejsce               | Państwo               | Złoto                 | Srebro                | Brąz                  | Razem                 |
| --------------------- | --------------------- | --------------------- | --------------------- | --------------------- | --------------------- |
| 1                     | Algieria              | 5                     | 0                     | 1                     | 6                     |
| 2                     | Włochy                | 2                     | 1                     | 4                     | 7                     |
| 3                     | Turcja                | 1                     | 4                     | 3                     | 8                     |
| 4                     | Francja               | 1                     | 1                     | 1                     | 3                     |
| 5                     | Hiszpania             | 1                     | 1                     | 0                     | 2                     |
| 6                     | Egipt                 | 0                     | 2                     | 3                     | 5                     |
| 7                     | Chorwacja             | 0                     | 1                     | 0                     | 1                     |
| 8                     | Grecja                | 0                     | 0                     | 2                     | 2                     |
| 8                     | Maroko                | 0                     | 0                     | 2                     | 2                     |
| 10                    | Bośnia i Hercegowina  | 0                     | 0                     | 1                     | 1                     |
| 10                    | Macedonia Północna    | 0                     | 0                     | 1                     | 1                     |
| 10                    | Czarnogóra            | 0                     | 0                     | 1                     | 1                     |
| 10                    | Tunezja               | 0                     | 0                     | 1                     | 1                     |
| Razem                 | Razem                 | 10                    | 10                    | 20                    | 40                    |

### Medaliści
| Konkurencja               | 1. miejsce           | 2. miejsce            | 3. miejsce                             |
| ------------------------- | -------------------- | --------------------- | -------------------------------------- |
| Kategoria papierowa       | Mohamed Flissi       | Ferhat Pehlivan       | Ramy El-Awadi Manuel Cappai            |
| Kategoria musza           | Kelvin de la Nieve   | Vincenzo Picardi      | Erdal İnanlı Abdelali Daraa            |
| Kategoria kogucia         | Reda Benbaziz        | Hesham Abdelaal       | Ferhat Pehlivan Mehmet Topcakan        |
| Kategoria lekka           | Sofiane Oumiha       | Bünyamin Aydin        | Fabio Introvaia Mohamed Ouadahi        |
| Kategoria lekkopółśrednia | Abdelkader Chadi     | Fatih Keleş           | Aleksandros Tsanikidis Eslam Mohamed   |
| Kategoria półśrednia      | Ilyas Abbadi         | Youba Sissocko Ndiaye | Alfonso Di Russo Mohamed Amine Meskini |
| Kategoria średnia         | Adem Kılıççı         | Hosam Abdin           | Luca Capuano Fatlum Zhuta              |
| Kategoria półciężka       | Abdelhafid Benchabla | Abdelkader Bouhenia   | Avni Yıldırım Džemal Bošnjak           |
| Kategoria ciężka          | Fabio Turchi         | Josip Bepo Filipi     | Nikola Milačić Fotios Arapoglu         |
| Kategoria superciężka     | Roberto Cammarelle   | Ali Eren Demirezen    | Mohamed Arjaoui Madian Ahmed           |